# Lalage
Lalage – rodzaj ptaków z podrodziny liszkojadów (Campephaginae) w obrębie rodziny liszkojadów (Campephagidae).

## Rozmieszczenie geograficzne
Rodzaj obejmuje gatunki występujące w Azji, Australazji i na Maskarenach.

## Morfologia
Długość ciała 13–24 cm, masa ciała 13–48 g.

## Systematyka
Rodzaj zdefiniował w 1826 roku niemiecki zoolog Friedrich Boie w artykule poświęconym ogólnemu przeglądowi rzędów, rodzin i rodzajów ornitologicznych, opublikowanym na łamach Isis von Oken. Gatunkiem typowym jest (oznaczenie monotypowe) gąsienicojad srokaty (L. nigra). 

### Etymologia
- Ceblephyris: gr. κεβληπυρις keblēpuris ‘ptak wymieniony przez Arystofanesa’, w żaden sposób niezidentyfikowany, ale później powiązany z czeczotką zwyczajną (Acanthis flammea), od κεβλη keble ‘głowa’; πυρ pur, πυρος puros ‘ogień’[16]. Gatunek typowy (późniejsze oznaczenie)[17]: Ceblephyris striga Horsfield, 1821.
- Lalage: gr. λαλαγες lalages, λαλαγος lalagos lub λαλαγες lalages ‘niezidentyfikowany ptak’ wspomniany przez Hezychiusza, od λαλαζω lalazō ‘ćwierkać’ lub ‘świergotać’; jest to również nazwa zielonej żaby[18].
- Acanthinotus i Acanthinotus: gr. ακανθινος akanthinos ‘ciernisty’, od ακανθα akantha ‘cierń’, od ακη akē ‘punkt’; -νωτος -nōtos ‘-tyły’, od νωτον nōton ‘tył’[19]. Gatunek typowy (późniejsze oznaczenie)[20]: Oxynotus typicus Hartlaub, 1865.
- Erucivora: łac. eruca ‘gąsienica’; -vorus ‘jedzenie’, od vorare ‘pożerać’[21]. Gatunek typowy (oryginalne oznaczenie): Turdus orientalis J.F. Gmelin, 1789 (= Turdus niger J.R. Forster, 1781).
- Oxynotus: gr. οξυς oxus ‘ostry, spiczasty’; -νωτος -nōtos ‘-tyły’, od νωτον nōton ‘tył’[22]. Gatunek typowy (późniejsze oznaczenie)[20]: Oxynotus typicus Hartlaub, 1865.
- Notodela: gr. νωτον nōton ‘tył’; δηλος dēlos ‘rzucający się w oczy, wyraźny’[23]. Gatunek typowy (późniejsze oznaczenie)[17]: Turdus orientalis J.F. Gmelin, 1789 (= Turdus niger J.R. Forster, 1781).
- Volvocivora: nowołac. volvox, volvocis ‘gąsienica’, od łac. volvere ‘toczyć’; -vorus ‘jedzący’, od vorare ‘pożerać’[24]. Gatunek typowy (oryginalne oznaczenie): Volvocivora melaschistos Hodgson, 1836.
- Symmorphus: συμμορφος summorphos ‘bliźniaczy, tego samego kształtu’, od συν sun, συμ sum ‘razem’; μορφη morphē ‘kształt, wygląd’[25]. Gatunek typowy (oznaczenie monotypowe): Symmorphus leucopygus Gould, 1838.
- Pseudolalage: gr. ψευδος pseudos ‘fałszywy’; rodzaj Lalage Boie, 1826[26]. Gatunek typowy (oryginalne oznaczenie): Pseudolalage melanoleuca Blyth, 1861.
- Diaphoropterus: grc. διαφορος diaphoros ‘inny, odmienny’, od διαφορεω diaphoreō ‘rozpraszać’, od διαφερω diapherō ‘przenieść, zanieść’; πτερον pteron ‘skrzydło’[27].
- Karua: nazwa gatunkowa Lanius karu Lesson & Garnot, 1827 (podgatunek L. leucomela)[28] (karu aborygeńska nazwa)[29]. Gatunek typowy (oryginalne oznaczenie): Campephaga leucomela Vigors & Horsfield, 1827.
- Coquus: łac. coquus ‘kucharz’; lokalną, francuską nazwą dla gąsienicojada maurytyjskiego (L. typica) jest ‘Cuisinier’ (kucharz)[30]. Gatunek typowy (oryginalne oznaczenie): Oxynotus newtoni F.P.L. Pollen, 1866.
- Perissolalage: gr. περισσος perissos ‘wspaniały’; rodzaj Lalage Boie, 1826[31]. Gatunek typowy (oznaczenie monotypowe): Perissolalage chalepa Oberholser, 1917 (= Turdus suerii Vieillot, 1818).
- Oscarornis: Oskar R. Neumann (1867–1946), niemiecki ornitolog, kolekcjoner; gr. ορνις ornis, ορνιθος ornithos ‘ptak’[32]. Gatunek typowy (oryginalne oznaczenie): Lalage sharpei Rothschild, 1900.

### Podział systematyczny
Do rodzaju należą następujące gatunki:

- Lalage maculosa (Peale, 1848) – gąsienicojad polinezyjski
- Lalage sharpei Rothschild, 1900 – gąsienicojad malutki
- Lalage leucopyga (Gould, 1838) – gąsienicojad białolicy
- Lalage sueurii (Vieillot, 1818) – gąsienicojad białoplamy
- Lalage tricolor (Swainson, 1825) – gąsienicojad australijski
- Lalage aurea (Temminck, 1825) – gąsienicojad rdzawobrzuchy
- Lalage atrovirens (G.R. Gray, 1862) – gąsienicojad papuaski
- Lalage leucoptera (Schlegel, 1871) – gąsienicojad żałobny
- Lalage moesta P.L. Sclater, 1883 – gąsienicojad białobrewy
- Lalage leucomela (Vigors & Horsfield, 1827) – gąsienicojad zmienny
- Lalage conjuncta Rothschild & E. Hartert, 1924 – gąsienicojad wyspowy
- Lalage melanoleuca (Blyth, 1861) – gąsienicojad czarno-biały
- Lalage nigra (J.R. Forster, 1781) – gąsienicojad srokaty
- Lalage leucopygialis Walden, 1872 – gąsienicojad białorzytny
- Lalage typica (Hartlaub, 1865) – gąsienicojad maurytyjski
- Lalage newtoni (F.P.L. Pollen, 1866) – gąsienicojad reunioński
- Lalage melanoptera (Rüppell, 1839) – gąsienicojad czarnogardły
- Lalage melaschistos (Hodgson, 1836) – gąsienicojad czarnoskrzydły
- Lalage polioptera (Sharpe, 1878) – gąsienicojad indochiński
- Lalage fimbriata (Temminck, 1824) – gąsienicojad sundajski